# Ramón Balaguer Mirasol
Ramón Balaguer Mirasol (El Grau, 28 d'abril del 1911 - 12 d'agost del 1993) fon un futboliste i entrenador valencià, vinculat al Llevant UE, equip on jugà i entrenà.
Provinent de família republicana, ell i els seus dos germans lluitaren al Front de Terol. Els tres germans foren empresonats i purgats per desafectes al règim, però Ramón va poder exercir d'entrenador gràcies al fet que una malaltia l'obligà a abandonar el front als pocs mesos i a que fou jutjat per un jutge llevantinista. La malaltia pulmonar que patia també explica que es retirara jove, passant a entrenar al Llevant UE, equip en el qual començà a jugar quan era el Gimnàstic de València.
El president del CE Alcoià, Ángel Pérez Soler, va fitxar-lo per a entrenar l'equip des de la temporada 1942/43, en Segona Divisió. En la seua etapa a Alcoi, va destacar per un futbol netament ofensiu, amb resultats abultats tant pels gols rebuts com pels marcats. L'estil ofensiu donaria lloc a l'expressió tindre més moral que l'Alcoyano, fet que es feu patent en un partit de promoció d'ascens contra el RCD Espanyol, on els valencians continuaren atacant tot i perdre 7-1. Guanyaria la lliga de Segona Divisió el 1945 i entrenaria l'equip les dues primeres temporades en Primera. La temporada 1945/46 l'equip finalitza últim i descendeix, però en Copa, que se celebrà en acabar la lliga, elimina al vigent campió, l'Atlètic de Bilbao, en la primera eliminatòria i quasi ho fa amb el Reial Madrid en quarts. En la seua última temporada al club, la 1947-48, manté la categoria i en copa forçà un partit de desempat contra el València CF, que s'imposaria al tercer encontre disputat a Castelló.
Posteriorment entrenaria a l'Elx CF, Llevant i CE Alcoià en distintes etapes, aconseguint un nou ascens a Primera amb el Llevant l'any 1962, com a Secretari Tècnic.